# Zoopsidella cynosurandra
Zoopsidella cynosurandra là một loài rêu tản trong họ Lepidoziaceae. Loài này được (Spruce ex Stephani) R.M. Schust. miêu tả khoa học lần đầu tiên năm 1965.